# Brovst Speedway Club
Brovst Speedway Club (BSC), er en af Danmarks yngste speedway klubber, oprettet i 1991 med hjemsted  nord for  Brovst  ved  Bratbjerg, i Brovst Speedway Center.
Klubbens rødder stammer fra 1954, med start i Øster Svenstrup ca. 4 km. fra Brovst, hvor man begyndte med motorcross.
Efter en generalforsamling i 1991 blev klubben delt i en speedway-klub som fik navnet Brovst Speedway Club og en cross-klub Hanherred Motor Klub (HaMK).
En af klubbens tidligere og kendte speedwaykørere  er Hans Nielsen, som har været verdensmester 22 gange.

## Ekstern henvisning
- Brovst Speedway Clubs hjemmeside Arkiveret 16. juni 2008 hos  Wayback Machine